# Tivadar Puskás
Dans le nom hongrois Puskás Tivadar, le nom de famille précède le prénom, mais cet article utilise l’ordre habituel en français Tivadar Puskás, où le prénom précède le nom.
Pour les articles homonymes, voir Puskás.
Tivadar Puskás ([ˈpuʃkaːʃ ], 17 septembre 1844, Pest – 16 mars 1893, Budapest) est un ingénieur et inventeur hongrois ; sa principale invention consiste en un concept de « journal téléphonique » qu'il baptise Telefonhírmondó (hu).

## Biographie
Sa famille est originaire de Ditró dans le pays sicule (aujourd'hui dans le județ de Harghita, en Roumanie) et faisait partie de la noblesse hongroise de Transylvanie.
Après avoir étudié le droit à Vienne, Puskás fait des études d'ingénieur à l'université de Budapest. En 1866 il émigre à Londres, puis en 1873 il part travailler aux États-Unis, où il collabora avec Thomas Edison. Il crée le « Telegraph Exchange », un multiplex switchboard qui le conduit à la construction du premier central téléphonique au monde d'abord à Boston lorsqu'il y travaillait avec l'équipe d'Edison. Ce dernier écrit : « Tivadar Puskas was the first person to suggest the idea of a telephone exchange ». Le premier central téléphonique expérimental est inauguré par Bell Telephone Company à Boston en 1877. 
En 1879 il revint en Hongrie et, en collaboration avec son frère (Ferenc), il construisit des centraux téléphoniques sur le territoire de l'empire austro-hongrois, en tant que détenteur d'une licence d'Edison. En effet, à la suite de l'expérimentation réussie de Boston, Puskás construit le premier véritable central téléphonique de grande envergure en 1879 entre Paris, Marseille, Budapest et Timișoara. L'onomatopée allô ? serait née par la même occasion car Puskás et son frère, lors des tests durant la construction du système se parlaient en hongrois en disant Hallod ? / Hallom ! - Halló... (tu m'entends ? / je t'entends  ! — J'écoute...).
En 1886, le ministre hongrois Gábor Baross nationalisa le réseau téléphonique et le loua pour Puskás.
En 1892 Tivadar Puskás breveta le « journal téléphonique », sa plus grande invention, qui était comparable à notre radio actuelle, et qu'il appelle le Telefon Hírmondó (service de journal téléphoné) qui est techniquement l'ancêtre de la radio. Le service est lancé le 15 février 1893 après l'enregistrement en 1892 à l'Office des brevets de l'Empire austro-hongrois avec l'intitulé « une nouvelle méthode d'organisation et de montage d'un journal téléphonique ». Ainsi, c'est à l'Opéra de Budapest et Pesti Vigadó qu'il y a eu la première transmission « stéréo » au monde. Ce dispositif diffusait des informations de façon régulière par l'intermédiaire du réseau téléphonique. Avec la solution technique de Puskás un demi-million de personnes (ceux en l'occurrence qui possédaient un téléphone) pouvaient entendre et écouter clairement les programmes transmis : nouvelles du jour, musique, etc. Les transmissions pouvaient être captées par ceux qui possédaient un téléphone.
Il mourut d'une crise cardiaque en mars 1893.

## «Allô» est-il hongrois?
La légende raconte que le mot « Allô ! » (ou « ha-lo ! ») utilisé internationalement pour les appels téléphoniques vient du hongrois, parce que le pionnier du téléphone Tivadar Puskás lors de son premier essai répondit : « Je vous entends », ce qui se dit en hongrois : hallom, et les étrangers qui assistaient à cette expérience reprirent ce mot sous la forme d'une onomatopée, qui devint internationale — à l'exception des Italiens qui disent pronto!, des Portugais qui disent estou?/estou, sim?, ou des Japonais qui disent moshi moshi.

## En mémoire de Tivadar Puskás
- En son honneur, la Société scientifique hongroise des télécommunications a créé en 1957 le prix Puskás Tivadar qui est remis chaque année.
- On trouve une plaque à sa mémoire sur le mur de l'usine de téléphone József  à Budapest, VIII. (8e arrondissement) 13, rue József).
- Dans le 11e arrondissement de Budapest, une rue porte son nom.